# CT Sergipe (CT-7)
O CT Sergipe foi um contratorpedeiro da Classe Pará da Marinha do Brasil. Foi encomendado em 1906, fazendo parte do Plano Naval daquela época que modernizou a Armada do Brasil. Durante a Segunda Guerra Mundial participou da defesa do porto do Rio de Janeiro.